# آگنس پوکلز
آگنس پوکلز (آلمانی: Agnes Pockels؛ زاده ۱۴ فوریهٔ ۱۸۶۲ درگذشته ۲۱ نوامبر ۱۹۳۵) یک شیمی‌دان و فیزیک‌دان اهل آلمان بود.